# Intermission (Stratovarius)
Intermission è una compilation della band power metal finlandese Stratovarius che include 4 brani inediti, versioni live e 3 cover.

## Tracce
1. Will My Soul Ever Rest in Peace? – 4:56
2. Falling into Fantasy – 5:13
3. The Curtains Are Falling – 4:24
4. Requiem – 2:54
5. Bloodstone – 3:54 (cover dei Judas Priest)
6. Kill the King – 4:36 (cover dei Rainbow)
7. I Surrender – 3:46 (live/cover dei Russ Ballard)
8. Keep the Flame – 2:47
9. Why Are We Here? – 4:43
10. What Can I Say – 5:12
11. Dream With Me – 5:13
12. When the Night Meets the Day – 5:26
13. It's a Mystery – 4:04
14. Cold Winter Nights – 5:13
15. Hunting High & Low – 4:55 (live)

## Formazione
- Timo Kotipelto - voce, chitarra
- Timo Tolkki - chitarra, voce in Kill The King
- Jens Johansson - tastiera
- Jari Kainulainen - basso
- Jörg Michael - batteria